# Мелијади
Мелијади (грч. Μελιάδι) је насељено место у општини Катерини у периферији Средишња Македонија, Грчка. Према попису из 2021. године било је 82 становника.
Насеље је подигнуто после 1923. године на месту старог села Бураја насељавањем грчких избегличких породица, којих је на попису из 1928. године било 48.